# Apple Watch Series 5
L'Apple Watch Series 5 (pubblicizzato come:  WATCH Series 5) è uno smartwatch dell'omonima azienda californiana, successore diretto del Apple Watch Series 4.
L'orologio di casa Apple è stato presentato durante il keynote del 10 settembre 2019, tenutesi presso lo Steve Jobs Theater di Cupertino, assieme ai nuovi iPhone 11 e iPhone 11 Pro.

## Differenze rispetto al precedente modello
Una delle principali novità rispetto al modelo precedente è il nuovo display always-on (sempre accesso). Infatti, quando non lo si utilizza, lo schermo diminuisce la luminosità mostrando costantemente l'ora e alcune complicazioni. Questo è possibile grazie ad un display che, quando lo smartwatch non è in uso, cambia la frequenza di aggiornamento da 60 a 1 Hz. 
Il design è molto simile al precedente, e viene proposta nuovamente in vendita la versione in ceramica (presente nella Series 3) insieme a una versione in titanio. Entrambi sono disponibili in una versione più chiara e una più scura.
Viene introdotta inoltre la bussola sfruttabile dall'app omonima e da altre, come Mappe. A differenza del Series 4, il Series 5 ha un nuovo processore e una capacità di archiviazione di 32 GB.

## Software
Apple Watch Series 5 viene presentato con watchOS 6.